# Tuna socken, Södermanland
Tuna socken i Södermanland ingick i Jönåkers härad, ingår sedan 1971 i Nyköpings kommun och motsvarar från 2016 Tuna distrikt.
Socknens areal är 48,30 kvadratkilometer, varav 48,08 land. År 2000 fanns här 1 557 invånare. Tätorterna Svalsta och Enstaberga, herrgården Berga-Tuna samt kyrkbyn Tuna med sockenkyrkan Tuna kyrka ligger i socknen. 

## Administrativ historik
Tuna socken har medeltida ursprung. Ur socken utbröts i slutet av 1580-talet (1626?) Tunabergs socken efter att dess församlingen utbrutits 1538. Det dröjde till 1868 innan Tunaberg blev egen jordebokssocken.
Vid kommunreformen 1862 övergick socknens ansvar för de kyrkliga frågorna till Tuna församling och för de borgerliga frågorna till Tuna landskommun. Landskommunen inkorporerades 1952 i Jönåkers landskommun som 1971 uppgick i Nyköpings kommun. Församlingen uppgick 2006 i Kiladalens församling.
1 januari 2016 inrättades distriktet Tuna, med samma omfattning som församlingen hade 1999/2000.  
Socknen har tillhört län, fögderier, tingslag och domsagor enligt vad som beskrivs i artikeln Jönåkers härad.  De indelta soldaterna tillhörde Södermanlands regemente, Livkompaniet och Livregementets grenadjärkår, Södermanlands kompani. De indelta båtsmännen tillhörde Andra Södermanlands båtsmanskompani.

## Geografi

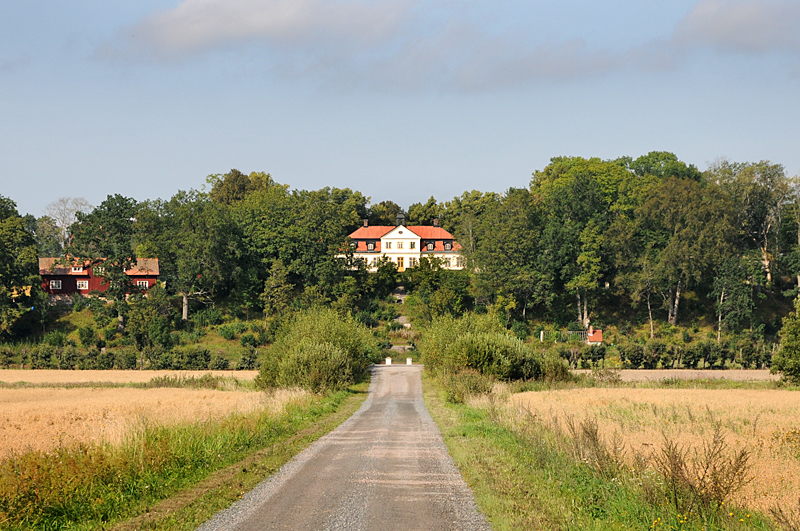
Herrgården Berga-Tuna.

Tuna socken ligger sydväst om Nyköping norr om Kolmården kring Kilaån. Socknen mellersta del är odlad slättbygd, söder därom är det kuperad skogsbygd och norr därom skogsbygd.
Södra stambanan samt europaväg 4 passerar genom socknens mellersta delar.
I söder (i Kolmården) ligger Gälkhyttan. Här avgränsas socknen mot Tunabergs socken i söder. I väster ligger Lunda socken. Helt i norr avgränsas Tuna socken av Stigtomta socken. Socknens nordligaste punkt ligger vid Jordbrotorp längs järnvägen mellan Nyköping och Flen. På en sträcka av cirka 2 km i nordost gränsar socknen mot Sankt Nicolai socken. I öster ligger Bergshammars socken.
Vid Fada fanns tidigt ett järnbruk och senare kvarn samt kraftverk.

## Fornlämningar

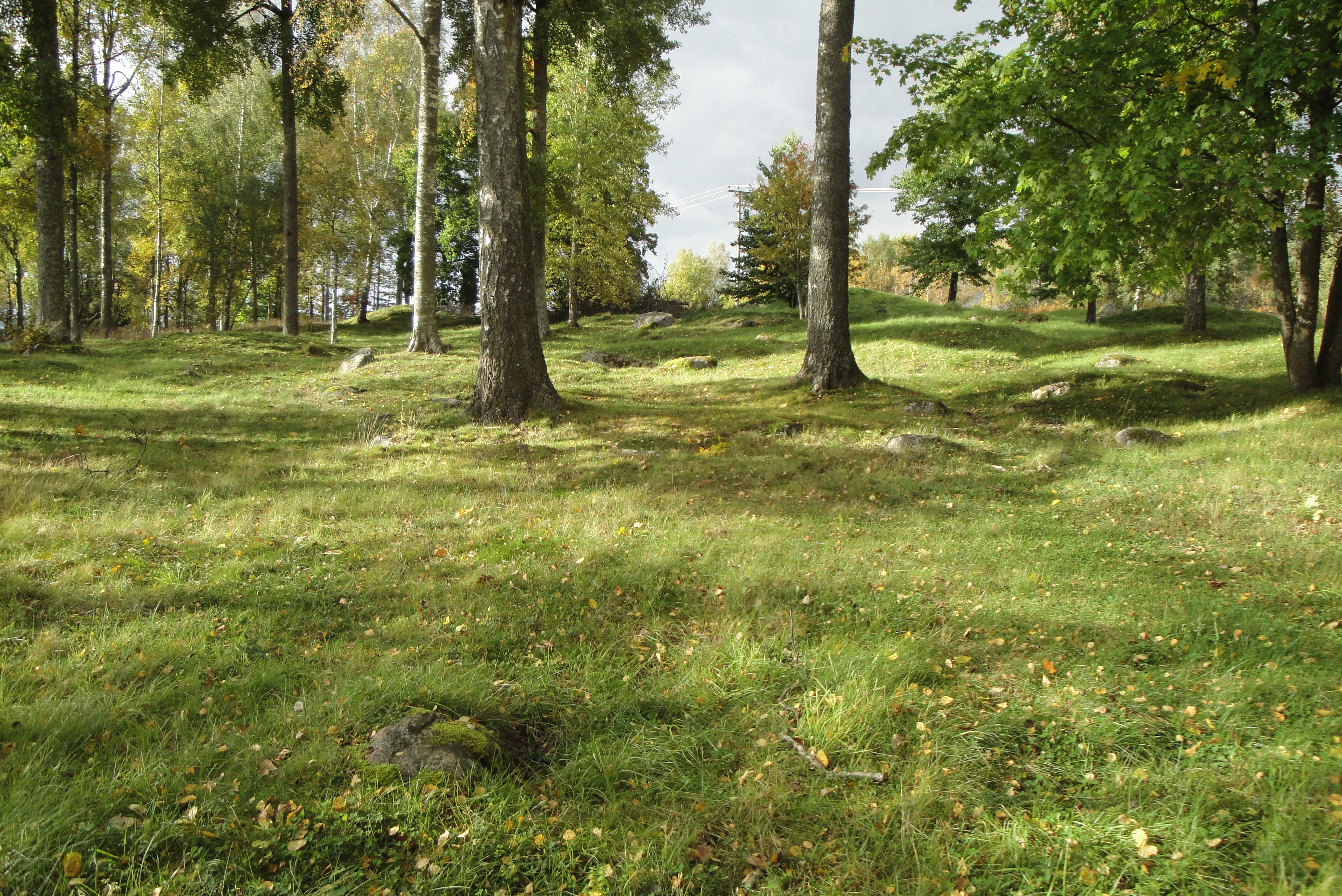
Gravfältet Gråskullabacken.

Från bronsåldern finns spridda gravröse och skärvstenshögar.  Vidare finns skålgropar och en hällristning. Från järnåldern finns elva gravfält.

## Namnet
Namnet (1314, Tunum) kommer från kyrkbyn och innehåller plural av tun, 'inhägnad'.